# 小行星1937
小行星1937（1937 Locarno）是一颗围绕太阳公转的小行星。1973年12月19日，保羅·維爾特在齐美尔瓦尔德发现了此天体。
該小行星以瑞士的城市洛迦諾命名。
这颗小行星的绝对星等为225.66904等。